# Nordiska mästerskapet (volleyboll, damer)
Nordiska mästerskapet i volleyboll för damer spelades vartannat år från 1966 till 2002.

## Upplagor
| Säsong               | Säsong    | Podium  | Podium  | Podium  |
| År                   | Spelplats | Guld    | Silver  | Brons   |
| -------------------- | --------- | ------- | ------- | ------- |
| 1966 mer information | Ollerup   | Finland | Danmark | Sverige |
| 1968 mer information |           | Danmark | Finland | Sverige |
| 1970 mer information |           | Finland | Danmark | Sverige |
| 1972 mer information |           | Sverige | Finland | Danmark |
| 1974 mer information |           | Sverige | Finland | Danmark |
| 1976 mer information |           | Finland | Sverige | Danmark |
| 1978 mer information |           | Sverige | Finland | Danmark |
| 1980 mer information |           | Finland | Sverige | Danmark |
| 1982 mer information |           | Sverige | Finland | Norge   |
| 1984 mer information |           | Finland | Norge   | Sverige |
| 1986 mer information | Täby      | Sverige | Norge   | Finland |
| 1988 mer information |           | Finland | Norge   | Sverige |
| 1990 mer information |           | Finland | Norge   | Sverige |
| 1992 mer information |           | Finland | Norge   | Sverige |
| 1994 mer information |           | Finland | Danmark | Norge   |
| 1996 mer information |           | Sverige | Norge   | Finland |
| 1998 mer information |           | Finland | Sverige | Norge   |
| 2000 mer information |           | Finland | Sverige | Danmark |
| 2002 mer information |           | Finland | Danmark | Sverige |

## Medaljörer
| Pos. | Lag     | Guld | Silver | Brons |
| ---- | ------- | ---- | ------ | ----- |
| 1    | Finland | 12   | 5      | 2     |
| 2    | Sverige | 6    | 4      | 8     |
| 3    | Danmark | 1    | 4      | 6     |
| 4    | Norge   | -    | 6      | 3     |